# Лари Кинг
Лари Кинг (енгл. Larry King; Бруклин, 19. новембар 1933 — Лос Анђелес, 23. јануар 2021) био је амерички телевизијски и радијски водитељ, глумац и комичар. Његов рад је био запажен и награђен, а најзначајније су Награда Пибоди и награда CableACE.
Каријеру је започео на Флориди, као локални новинар и радио репортер 1950-их година, а 1970-их је постао један од најслушанијих радио водитеља у САД. Светску славу је стекао у свом ноћном ток-шоу Лари Кинг уживо (Larry King Live) који је био емитован на Си-Ен-Ену од 1985. до 2010. године. Тренутно ради на вечерњем шоу Лари Кинг сада (Larry King Now) на програмима Хулу и РТ Америка, свим радним данима, сем четвртка. Четвртком је водитељ недељне политичке емисије Politicking with Larry King, такође на програму РТ Америка.

## Ране године
Лари Кинг је рођен под именом Лоренс Харви Цејгер у Бруклину, у Њујорку 19. новембра 1933. године. Оба његова родитеља су имигранти и ортодоксни Јевреји. Његов отац је био Едвард Џонатан Цејгер, аустријски имигрант и власник ресторана, а мајка Џени, је кројачица, имигранткиња из Белорусије.
Кингов отац је умро са 46 година од инфаркта, те је његова мајка тражила социјалну помоћ како би издржавала своју двојицу синова. Смрт оца оставила је јак утицај на Кинга и након тога он је запустио школу. Након завршене средње школе, почео је да ради како би помогао у издржавању њихове мајке. Није студирао, односно није ишао на колеџ, већ је од малих ногу желео да ради на радију.

## Каријера

### Радио и телевизија Мајами
Један спикер, запослен у компанији Си-Би-Ес, кога је Кинг случајно срео, саветовао му је да оде на Флориду, где једно медијско тржиште у развоју прима неискусне радио спикере. Кинг је ускоро отишао возом у Мајами.
Упркос почетним неуспесима, Кинг је истрајао и добио свој први посао на радију. Управник ове мале станице WAHR (данас WMBM) на Мајами Бичу, давао му је да уради различите задатке и обавезе. Када је један од запослених спикера дао отказ, он је поставио Кинга на то место. Његово прво емитовање је било 1. маја 1957. године. Тада је он радио као диск џокеј од 9 сати ујутру до поднева. Такође је говорио поподневне вести и вести из спорта. За то је био плаћен 55$ недељно.
Тада је и променио своје име у Лари Кинг. Наиме, разлог томе је био тај што је генерални директор Маршал Симондс сматрао да је Цејгер превише етничко и тешко за памћење, тако да је Лари изабрао презиме Кинг. Идеју за то је добио непосредно пре тога, видевши један оглас за краљевску велепродају течности (King's Wholesale Liquor) у дневном листу Мајами хералд.

## Си-Ен-Ен
Лари Кинг је започео свој шоу на Си-Ен-Ену у јуну 1985. године, под називом Лари Кинг уживо. Угошћавао је притом широк спектар гостију, од контроверзних личности из теорије завере НЛО и квази-видовњака, све до истакнутих политичара и естрадних звезди. Многима од њих то је био први и једини интервју у јавности у ком оповргавају трачеве и нетачне информације.
За разлику од многих водитеља, Кинг има директан несвађалачки приступ саговорнику. Због свог једноставног отвореног начина постављања питања, постао је пожељан код многих јавних личности који желе да се огласе по неком питању, а да у исто време не буду изазвани по питању спорних тема. За њега је у интервјуима карактеристична искреност, са повременим убацивањем ироније и хумора. Такав приступ је привукао поједине госте који се иначе не појављују у медијима. Поред тога, познат је по томе да се никако или врло слабо припрема за предстојећи интервју. Једном се чак хвалио, односно истакао је, да пре гостовања у његовој емисији није чак ни прочитао књигу аутора, који је требало да гостује код њега.
За време своје каријере, Кинг је урадио многе интервјуе са водећим личностима његовог времена. Си-Ен-Ен је тврдио за време његове последње епизоде да је урадио 60.000 интервјуа у својој каријери.
Кинг је такође писао редовну рубрику за новине USA Today скоро 20 година, готово од самог почетка издавања тих новина, 1982. године, закључно са септембром 2001. године. Рубрика се састојала од кратких утичнице, суперлативи и отпала имена, али је била избачена када је тај део реорганизован у нову рубрику Живот. Па ипак, његова колумна је оживела на блогу у новембру 2008. године, као и Твитеру у априлу 2009. године.

## Приватни живот
Лари Кинг се женио осам пута, са седам различитих жена. Његов први брак је био са својом девојком из средње школе, Фридом Милер, 1951. године, када је имао 18. Тај брак је окончан исте године због њихових родитеља, који су, наводно, поништили овај брак због недовољно година старости. Након тога Лари Кинг је био кратко венчан са Анет Кеј, која му је родила сина, Ларија Млађег, у новембру 1961. године. Занимљиво је то, да Лари Кинг није упознао Ларија Млађег све до његових тридесетак година. Данас Лари Млађи и његова супруга, Шенон, имају троје деце.
Године 1961. Кинг се оженио трећом супругом Ален Акинс, Плејбојевом зечицом у једном од часописових истоимених ноћних клубова. Усвојио је Алениног сина 1962. и развео се исте године. После годину дана се оженио четвртом женом Мери Франсис „Мики” Стафин, која ге је убрзо оставила. Тада се опет оженио Акинсовом, с којом је 1969. добио друго дете Шају. Тај пар се по други пут развео 1972. године. Лари Кинг је са својом ћерком Шајом написао књигу Очев дан, кћеркин дан, а објавили су је 1997. објашњавајући разлоге и последице развода од Ален.
По пети пут, Кинг је ступио у брак 25. септембра 1976. године, са професорком математике Шејрон Липур. А развели су се након седам година брака, 1983.
Лари Кинг је упознао пословну жену Џули Александер у лето 1989. године и запросио је на њиховом првом састанку, 1. августа исте године. Пар се венчао у Вашингтону, пар месеци касније, 7. октобра. Живели су у различитим градовима: Александер у Филаделфији, а Кинг у Вашингтону. Пар се растао 1990, а званично су се развели 1992. године. Након тога, Лари се заручио са глумицом Дијаном Лунд године 1995, након пет недеља забављања, али они се ипак нису венчали.
Године 1997. оженио се 26 година млађом супругом, Шон Саутвик, певачицом, глумицом и ТВ водитељком. Венчали су се у Кинговој болничкој соби у Лос Анђелесу, три дана пре његове операције срца, ради отчепљивања крвних судова. Овај пар има двоје деце, рођених 1999. и 2000, а Лари истовремено је и очух детету из Шониног претходног брака. На годишњицу 10 година брака, Кинг се нашалио да је она „једина [жена] која је трајала две цифре“. Дана 14. априла 2010. обоје су поднели захтев за развод брака, али су били заустављени због процедуре записника.